# الناحية المركزية (بستك)
الناحية المركزية في بستك (بالفارسية: بخش مرکزی)، هي ناحية في مقاطعة بستك في محافظة هرمزغان في إيران. في تعداد عام 2006، كان عدد سكانها 30,399 نسمة ، من أصل 6,281 أسرة. الناحية بها مدينة واحدة وهي بستك. يوجد في الناحية ثلاث مناطق ريفية وهي دهتل، فتوية، كودة.